# Neorhaphiomidas setosa
Neorhaphiomidas setosa är en tvåvingeart som beskrevs av Paramonov 1953. Neorhaphiomidas setosa ingår i släktet Neorhaphiomidas och familjen Mydidae. Inga underarter finns listade i Catalogue of Life.